# Lola T370
La Lola T370 è una vettura di Formula 1 realizzata per competere nel Campionato Mondiale del 1974.

## Sviluppo
Dopo la disastrosa esperienza del mondiale 1973, Graham Hill decise di sostituire la Shadow DN1 in dotazione al proprio team con un modello prodotto dalla Lola.

## Tecnica
La vettura, denominata T370, era equipaggiata con un propulsore Ford Cosworth DFV 90º V8 e con un telaio monoscocca in alluminio. Le sospensioni erano di tipo indipendente.

## Attività sportiva
Hill venne affiancato in questa stagione dal pilota Guy Edwards, ma la stagione non fu delle migliori, in quanto il miglior risultato fu un sesto posto al Gran Premio di Svezia dello stesso Hill. Edwards, nelle ultime quattro corse, venne sostituito da Rolf Stommelen, ma i risultati non migliorarono. La T370 venne usata anche nelle prime gare della stagione successiva, ma non vi furono piazzamenti di rilievo.
| Anno | Team         | Motore                   | Gomme | Piloti         |     |    |    |     |    |   |   |     |    |     |    |     |     |    |    | Punti | Pos. |
| ---- | ------------ | ------------------------ | ----- | -------------- | --- | -- | -- | --- | -- | - | - | --- | -- | --- | -- | --- | --- | -- | -- | ----- | ---- |
| 1974 | Embassy Hill | Ford Cosworth DFV 90º V8 | G     | Graham Hill    | Rit | 11 | 12 | Rit | 8  | 7 | 6 | Rit | 13 | 13  | 9  | 12  | 8   | 14 | 8  | 1     | 12º  |
| 1974 | Embassy Hill | Ford Cosworth DFV 90º V8 | G     | Guy Edwards    | 11  | Rt |    | NQ  | 12 | 8 | 7 | Rit | 15 |     | NQ |     |     |    |    | 1     | 12º  |
| 1974 | Embassy Hill | Ford Cosworth DFV 90º V8 | G     | Peter Gethin   |     |    |    |     |    |   |   |     |    | Rit |    |     |     |    |    | 1     | 12º  |
| 1974 | Embassy Hill | Ford Cosworth DFV 90º V8 | G     | Rolf Stommelen |     |    |    |     |    |   |   |     |    |     |    | Rit | Rit | 11 | 12 | 1     | 12º  |